# Siv-Britt Allvar
Siv-Britt Marianne Allvar, född 3 februari 1949 i Stockholm, död 24 februari 2010 i Katarina församling i Stockholm, var en svensk målare, tecknare och skulptör, ofta med realistiska natur- och figurmotiv i en expressionistisk form. 
Siv-Britt Allvar utbildade sig vid Gerlesborgsskolan 1965–1966 och Konsthögskolan i Stockholm 1967–1972. Hon deltog i separat- och samlingsutställningar i Stockholm, bland annat på Liljevalchs och Unga tecknare som visades på Nationalmuseum samt vid  Konstnärsbolaget och i Malmö, Uppsala, Borlänge, Sundsvall. Siv-Britt Allvar ställde ofta ut tillsammans med sina föräldrar Gunnar Allvar och Viola Larsson-Allvar och deltog i ett flertal utställningar med Konstnärernas Samarbetsorganisation (KSO).
Allvar är representerad i Moderna Museet och Sundsvalls museum. Hon är begravd på Skogskyrkogården i Stockholm.